# Itararé
Itararé es un municipio brasileño del estado de São Paulo. Se localiza a una latitud de 24º06'45" Sur y una longitud de 49º19'54" Oeste, estando a una altitud de 740 metros sobre el nivel del mar. Su población estimada en el año 2020 era de 50.105 habitantes.
El municipio posee una área de 1.003,8 km² en la divisa con el estado Brasileño de Paraná, entre el sureste y sur de Brasil, formado pela ciudad sede y los distritos de Pedra Branca de Itararé Y Santa Cruz de los Lopes.

Itararé está situado en una zona conocida como Campos de San Pedro, que se extiende desde el río Verde al río Itararé, que da nombre al municipio, a 345 km de la capital del estado, São Paulo.

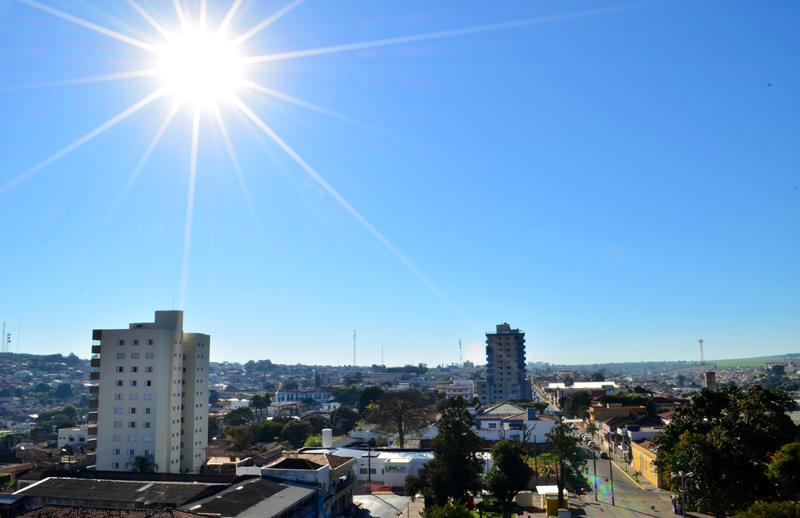
Centro de la Ciudad del Itarare

## Clima
El clima de Itararé es considerado subtropical (cfa), con  una temperatura media anual de 18,8 grados Celsius. 
Tiene inviernos fríos para los estándares brasileños y veranos con temperaturas moderadamente cálidas y húmedas. 
El mes más cálido (enero) tiene una temperatura promedio de 22 °C con una máxima de 35 °C, aunque rara vez supera los 33 °C, pueden presentarse fuertes lluvias entre diciembre y marzo.
El mes más frío (julio) el promedio es de 14 °C con mínimos que pueden alcanzar temperaturas negativas, las heladas se dan prácticamente todos los años en los meses de junio, julio y agosto.
| Parámetros climáticos promedio de                                                                                | Parámetros climáticos promedio de | Parámetros climáticos promedio de | Parámetros climáticos promedio de | Parámetros climáticos promedio de | Parámetros climáticos promedio de | Parámetros climáticos promedio de | Parámetros climáticos promedio de | Parámetros climáticos promedio de | Parámetros climáticos promedio de | Parámetros climáticos promedio de | Parámetros climáticos promedio de | Parámetros climáticos promedio de | Parámetros climáticos promedio de |
| Mes | Ene.                              | Feb.                              | Mar.                              | Abr.                              | May.                              | Jun.                              | Jul.                              | Ago.                              | Sep.                              | Oct.                              | Nov.                              | Dic.                              | Anual                             |
| --- | --------------------------------- | --------------------------------- | --------------------------------- | --------------------------------- | --------------------------------- | --------------------------------- | --------------------------------- | --------------------------------- | --------------------------------- | --------------------------------- | --------------------------------- | --------------------------------- | --------------------------------- |
| Temp. máx. abs. (°C)                                                                                             | 36.5                              | 35.9                              | 34.6                              | 32.1                              | 31                                | 29.6                              | 30.2                              | 31.8                              | 32.6                              | 33.5                              | 34.6                              | 35.8                              | 36.5                              |
| Temp. media (°C)                                                                                                 | 22.3                              | 22.5                              | 21.5                              | 19.3                              | 16.1                              | 14.8                              | 14.5                              | 15.8                              | 17.2                              | 19.4                              | 20.5                              | 21.8                              | 18.8                              |
| Temp. mín. abs. (°C)                                                                                             | 11.2                              | 12.1                              | 7.5                               | 2.1                               | 1.9                               | -2.3                              | -3.6                              | -1.9                              | 1.8                               | 5.8                               | 6.1                               | 8.8                               | -3.6                              |
| Lluvias (mm) | 183                               | 159                               | 103                               | 73                                | 79                                | 81                                | 67                                | 51                                | 98                                | 109                               | 107                               | 145                               | 1255                              |
| Días de lluvias (≥ 1 mm)                                                                                         | 16                                | 14                                | 12                                | 6                                 | 5                                 | 6                                 | 4                                 | 4                                 | 7                                 | 8                                 | 10                                | 14                                | 106                               |
| Horas de sol | 204                               | 179                               | 192                               | 206                               | 189                               | 185                               | 226                               | 248                               | 194                               | 212                               | 205                               | 198                               | 2438                              |
| Fuente n.º 1: https://pt.weatherspark.com/y/29920/Clima-caracter%C3%ADstico-em-Itarar%C3%A9-Brasil-durante-o-ano |                                   |                                   |                                   |                                   |                                   |                                   |                                   |                                   |                                   |                                   |                                   |                                   |                                   |
| Fuente n.º 2: https://pt.climate-data.org/america-do-sul/brasil/sao-paulo/itarare-43701/t/janeiro-1/             |                                   |                                   |                                   |                                   |                                   |                                   |                                   |                                   |                                   |                                   |                                   |                                   |                                   |

## Historia
Itararé en tupí-guaraní significa "piedra que el río excavó" porque el río Itararé se ejecuta en un lecho de roca que estaba siendo usado por los actuales altos muros que forman, grandes cascadas y cuevas hermosas.
Inicialmente habitada por indios guainazes, se convirtió en punto de pioneros, exploradores, académicos y jesuitas conocido, estableciéndose como uno de los lugares de descanso de los arrieros que convergen al sur que toman los animales a la feria de Sorocaba la ruta conocida de las tropas.
La organización municipal se inició en 1725 con la donación de 3 parcelas con el fin de asentamiento y desarrollo de la agricultura y la creación. Las 3 propiedades terminaron en las manos del mismo propietario, que ha registrado la propiedad como "Tesoro de San Pedro" en 1836. Con el desmembramiento constante de la propiedad en el año 1879 uno de los agricultores construyeron una capilla en el punto de mayor aglomeración urbana en los márgenes la corriente de la "plata", elevando su nivel de pueblo.
Pase al sur, el naturalista e historiador, Augustin Saint-Hilaire, los registros en su libro la situación del pueblo, en contra de la corriente de "Plata" con el río Itararé e incluso la existencia de indios bárbaros atacan las granjas cerca del bosque.
Siguiendo el mismo camino de Auguste de Saint-Hilaire, el célebre naturalista francés Jean Baptiste Debret hizo una acuarela del puente de madera que existía en el río Itararé, que representa la dificultad en cruzar los animales en el puente estrecho.
El 10 de marzo de 1885 se convierte en parroquia en enero de 1891 se convierte Curato y el 3 de febrero de 1891 se convierte Distrito Paz. Con la Ley N.º 197 de 28 de agosto de 1893, promulgada por el Congreso Legislativo estado de Sao Paulo, se crea el municipio de San Pedro de Itararé, que lo separa del municipio de Itapeva (el Faxina). El 31 de octubre del mismo año e hizo la primera elección para el Ayuntamiento. El 8 de diciembre de 1897 se convirtió en parroquia. El alcalde sólo comenzó a surgir en 1908, siendo elegido anualmente por el ayuntamiento. Por último, mediante la Ley N.º 1887 del 8 de diciembre de 1922, que define como Comarca, pero la ceremonia de instalación se llevó a cabo solamente el 26 de febrero de 1923
La barrera de Itararé, es el punto donde el río se estrecha y sus bancos se unen, que proporcionaron los viajeros de una forma natural, evitando un poderoso y peligroso para cruzar el río. El río se estableció como la frontera entre las ciudades de Sorocaba y Curitiba, a continuación, Quinta región de Sao Paulo, con su liberación en 1853, tiene la provincia de Paraná, pasando el río Itararé ser el lema.
Itararé es considerada históricamente desde la Revolución de 1930 (Getúlio Vargas), como una ciudad estratégica, siendo hoy, capital artística-cultura de la región, siendo el lugar de nacimiento de personas de renombre como Dudu Gaya, Carlos Casagrande, Chocolate, Jorge Chuéri, Luiz Antonio Solda, Silas Corrêa Leite, Elvira Pagã y Rogéria Holtz, entre otros.

## Turismo
Parque Ecológico da Barreira
El parque está ubicado a orillas de la carretera SP 258 – Francisco Alves Negrão, km 362, a solo 3 kilómetros de la ciudad de Itararé. 
El horario de atención es de 8 a. m. a 6 p. m. todos los días y los fines de semana los fines de semana largos, el parque recibe turistas de todo Brasil, principalmente de los estados de São Paulo y Parana.
Cascatas, paredes rocosas y vuelo de golondrinas son los principales atractivos.
Itararé (SP) está no roteiro turístico de todo o Brasil. Nos finais de semana, principalmente durante os feriados prolongados a cidade recebe centenas de turistas e visitantes para curtir os principais atrativos.
Con 70.000 metros cuadrados cubiertos por vegetación de sabana y cañón, la Gruta da Barreira, como es más conocida, posee una biodiversidad única, encantando los ojos de quienes allí se encuentran con las cascadas, grietas y pozos tallados por las aguas.
Las golondrinas, símbolo del municipio, hacen su propio espectáculo con el rebaño al final del día, cuando regresan a sus nidos entre las paredes rocosas.

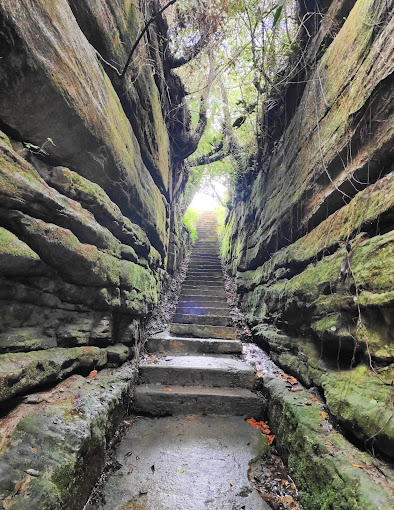
Barreira